# Лібігова вілла
Замок Лібіга (чеськ. Liebiegs Schlösschen, також відома як Вілла Лібіга — не плутати з іншою віллою Лібіга, колишньою Регіональною галереєю) — це пам'ятка що стоїть на вулиці Яблонецькій в місті Ліберці біля Гарцовського водосховища .Була побудована як сімейна та представницька резиденція для родини текстильних баронів. Є унікальною, не лише завдяки переплетенню історичних стилів, а й художніх елементів, що підкреслюють знатність і багатство. Лібігова вілла зареєстрована 30 грудня 1987 року як нерухома пам'ятка культури.

## Історія
У 1897 році барон Теодор Лібіг розпочав будівництво розкішної сімейної резиденції для великої родини Лібігів . Разом зі своїм дядьком Генріхом Лібігом, він планував побудувати комфортабельну резиденцію поблизу сімейних фабрик. Між 1897 і 1898 роками під керівництвом Адольфа Бюргера, були побудовані центральна частина і північно-західне крило. Будівля створена в стилі німецького неоренесансу . В будівництві було використано характерний елемент цього стилю — імітацію фахверка на фасаді будівлі. Подальше будівництво будівлі продовжилося в 1904 році. Центральна частина будівлі розроблена в стилі романтичної еклектики .Величною стала вежа з родинною каплицею . Вежа з різьбленим дахом і чудовою кам'яною кладкою належить до типових зразків романтизму в архітектурі. Його реалізував віденський архітектор Губерт Вальтер Мольдхайм. У 1911 році будівництво було завершено. За проектом нюрнберзького архітектора Якоба Шмайснера, східне крило збудував архітектор Ріхард Воятчек. Він базувався на німецькому неоренесансі та історизуючому модерні. Так утворилася основна частина всього комплексу, над якою домінує високий триярусний фронтон з південного боку. Інтер'єри відповідають складності архітектури замку. Серед найцінніших приміщень був Зал міфів 1911 року, прикрашений міфологічними фресками художника Юліуса Месселя . На частині ділянки в мальовничій долині Грацівського потоку зробили парк. На його території були побудовані будинки для членів родини Лібігів. Можна сказати, що остаточний вигляд будівлі та її околицям надав архітектор Якоб Шмайснер. Замок Лібіга є одним з найцікавіших будівель у Ліберці, побудований в дев'ятнадцятому та на початку двадцятого століть.
Теодор Лібіг жив у віллі до своєї смерті в 1939 році . У цьому ж році була проведена капітальна реконструкція. Будівельник Воячек переробив великий передпокій і тим самим, звільнив місце для інших кімнат. Після смерті господаря, віллу успадкувала вдова Марія Іда фон Лібіг.
Перед Другою світовою війною у парку вілли було збудовано бомбосховище .
У 1945 році вілла була конфіскована і прийшла в занепад. У сімдесятих роках ХХ століття будівлю відремонтували. Компанія «Текстилана» розмістила у приміщенні дитячий садок та ясла . У 1991 та 1992 роках тут базувалося керівництво цієї компанії. Після припинення діяльності компанії в 2004 році вілла стала власністю міста Ліберець. У 2005 році була проведена масштабна реконструкція. Наприклад, картини були виявлені в Залі міфів . Будівля використовується муніципалітетом міста Ліберець.
Зараз вілла відкрита для відвідування з екскурсією раз на рік у Дні європейської спадщини.